# Илимпея
Илимпе́я — река в России, в Красноярском крае, левый приток Нижней Тунгуски.

## Описание
Длина реки — 611 км, площадь бассейна — 17 400 км². Вытекает из небольшого озера в южных отрогах невысокого хребта Урамакит на Среднесибирском плоскогорье на высоте более 436 м над уровнем моря. В верховьях течёт на юг; далее река, петляя по ущельям и долинам Тунгусского плато и огибая горные хребты Чумтрэ, Чуванар и Урабчан, окончательно поворачивает на север. Впадает в Нижнюю Тунгуску несколькими рукавами по левому берегу на отметке 190 м над уровнем моря, выше впадения Ейки, в 1274 км от устья Нижней Тунгуски. В низовьях многочисленные пороги. Ширина перед устьем — 115 м при глубине 0,4 м; скорость течения в низовьях составляет 0,4 м/с.
Замерзает в конце октября, вскрывается в начале мая. Из-за порогов Илимпея несудоходна.

## Основные притоки
Указаны поименованные притоки длиной 30 км и более
| Название         | Расстояние от устья | Длина | Положение |
| ---------------- | ------------------- | ----- | --------- |
| Дывэнгнэ         | 37                  | 90    | левый     |
| Укыкиткан        | 56                  | 30    | правый    |
| Довогнокан       | 123                 | 45    | левый     |
| Дюкунна          | 141                 | 33    | левый     |
| Большая Хошо     | 161                 | 82    | правый    |
| Малый Хошокон    | 163                 | 43    | левый     |
| Люлейкта         | 211                 | 45    | левый     |
| Сунгнумо         | 260                 | 148   | левый     |
| Нэльго           | 269                 | 41    | левый     |
| Большой Сюгдюкан | 313                 | 52    | левый     |
| Куктулэ          | 356                 | 33    | левый     |
| Гудкэннэ         | 403                 | 106   | правый    |
| Умотка           | 412                 | 61    | левый     |
| Гудкэннэкон      | 414                 | 46    | правый    |
| Лимптэкан        | 443                 | 160   | левый     |
| Хикчэлэ          | 456                 | 31    | правый    |
| Чунгтукэ         | 526                 | 40    | правый    |
| Умнонга          | 555                 | 48    | левый     |

## Данные водного реестра
По данным государственного водного реестра России и геоинформационной системы водохозяйственного районирования территории РФ, подготовленной Федеральным агентством водных ресурсов:
- Бассейновый округ — Енисейский
- Речной бассейн — Енисей
- Речной подбассейн — Нижняя Тунгуска
- Водохозяйственный участок — Нижняя Тунгуска от истока до водомерного поста посёлка Кислокан
- Код водного объекта — 17010700112116100069040